# Rally van Nieuw-Zeeland 2001
De Rally van Nieuw-Zeeland 2001, formeel 32nd Propecia Rally New Zealand, was de 32e editie van de Rally van Nieuw-Zeeland en de tiende ronde van het wereldkampioenschap rally in 2001. Het was de 344e rally in het wereldkampioenschap rally die georganiseerd wordt door de Fédération Internationale de l'Automobile (FIA). De start en finish was in Auckland.

## Programma
| Etappe | Datum                 | Klassementsproeven | Competitieve afstand |
| ------ | --------------------- | ------------------ | -------------------- |
| 1      | Vrijdag 21 september  | 8                  | 117,17 kilometer     |
| 2      | Zaterdag 22 september | 8                  | 176,29 kilometer     |
| 3      | Zondag 23 september   | 8                  | 89,00 kilometer      |
|        |                       |                    |                      |
| Totaal | Totaal                | 24                 | 382,46 kilometer     |

## Resultaten
| Algemene top tien | Algemene top tien | Algemene top tien   | Algemene top tien            | Algemene top tien | Algemene top tien | Algemene top tien | Algemene top tien |
| Pos.              | #                 | Rijder              | Auto                         | Gr/kl             | Tijd              | Eerste            | Punten            |
| Pos.              | #                 | Navigator           | Inschrijving                 | C                 | Straftijd         | Vorige            | Punten            |
| ----------------- | ----------------- | ------------------- | ---------------------------- | ----------------- | ----------------- | ----------------- | ----------------- |
| 1.                | 5                 | Richard Burns       | Subaru Impreza S7 WRC 01     | A8                | 3:47:28,0         | 0:00              | 10                |
| 1.                | 5                 | Robert Reid         | Subaru World Rally Team      | C                 |                   | =                 | 10                |
| 2.                | 4                 | Colin McRae         | Ford Focus RS WRC 01         | A8                | 3:48:12,6         | + 44,6            | 6                 |
| 2.                | 4                 | Nicky Grist         | Ford Motor Co Ltd.           | C                 |                   | + 44,6            | 6                 |
| 3.                | 16                | Harri Rovanperä     | Peugeot 206 WRC              | A8                | 3:48:18,1         | + 50,1            | 4                 |
| 3.                | 16                | Risto Pietiläinen   | Peugeot Total                | A8                |                   | + 5,5             | 4                 |
| 4.                | 3                 | Carlos Sainz        | Ford Focus RS WRC 01         | A8                | 3:48:20,2         | + 52,2            | 3                 |
| 4.                | 3                 | Luís Moya           | Ford Motor Co Ltd.           | C                 |                   | + 2,1             | 3                 |
| 5.                | 1                 | Marcus Grönholm     | Peugeot 206 WRC              | A8                | 3:48:23,8         | + 55,8            | 2                 |
| 5.                | 1                 | Timo Rautiainen     | Peugeot Total                | C                 | 0:10              | + 3,6             | 2                 |
| 6.                | 2                 | Didier Auriol       | Peugeot 206 WRC              | A8                | 3:48:39,3         | + 1:11,3          | 1                 |
| 6.                | 2                 | Denis Giraudet      | Peugeot Total                | C                 |                   | + 15,5            | 1                 |
| 7.                | 6                 | Petter Solberg      | Subaru Impreza S7 WRC 01     | A8                | 3:49:43,8         | + 2:15,8          |                   |
| 7.                | 6                 | Phil Mills          | Subaru World Rally Team      | C                 | 0:10              | + 1:04,5          |                   |
| 8.                | 7                 | Tommi Mäkinen       | Mitsubishi Lancer Evo 6.5    | A8                | 3:49:49,0         | + 2:21,0          |                   |
| 8.                | 7                 | Risto Mannisenmäki  | Marlboro Mitsubishi Ralliart | C                 |                   | + 5,2             |                   |
| 9.                | 10                | Alister McRae       | Hyundai Accent WRC2          | A8                | 3:51:01,8         | + 3:33,8          |                   |
| 9.                | 10                | David Senior        | Hyundai Castrol WRT          | C                 |                   | + 1:12,8          |                   |
| 10.               | 9                 | Kenneth Eriksson    | Hyundai Accent WRC2          | A8                | 3:51:49,9         | + 4:21,9          |                   |
| 10.               | 9                 | Staffan Parmander   | Hyundai Castrol WRT          | C                 |                   | + 48,1            |                   |
| DNF top tien      |                   |                     |                              |                   |                   |                   |                   |
| Pos.              | #                 | Rijder              | Auto                         | Gr/kl             | KP                | Reden             | Reden             |
| Pos.              | #                 | Navigator           | Inschrijving                 | C                 | KP                | Reden             | Reden             |
| DNF               | 21                | Neal Wearden        | Peugeot 206 WRC              | A8                | 1                 | Oliedruk          | Oliedruk          |
| DNF               | 21                | Trevor Agnew        | Neal Wearden                 | A8                | 1                 | Oliedruk          | Oliedruk          |
| DNF               | 25                | Marcos Ligato       | Mitsubishi Lancer Evo VI     | N4                | 5                 | Ongeluk           | Ongeluk           |
| DNF               | 25                | Rubén García        | Marcos Ligato                | N4                | 5                 | Ongeluk           | Ongeluk           |
| DNF               | 27                | Cody Crocker        | Subaru Impreza WRX           | N4                | 16                | Ongeluk           | Ongeluk           |
| DNF               | 27                | Greg Foletta        | Subaru Australia             | N4                | 16                | Ongeluk           | Ongeluk           |
| DNF               | 30                | Giovanni Manfrinato | Mitsubishi Lancer Evo VI     | N4                | 5                 | Mechanisch        | Mechanisch        |
| DNF               | 30                | Claudio Condotta    | Giovanni Manfrinato          | N4                | 5                 | Mechanisch        | Mechanisch        |
| DNF               | 33                | Andrew Hawkeswood   | Mitsubishi Lancer Evo VI     | A8                | 13                | Wielophanging     | Wielophanging     |
| DNF               | 33                | Samantha Haldane    | Daytona Motor Group          | A8                | 13                | Wielophanging     | Wielophanging     |
| DNF               | 34                | Todd Bawden         | Mitsubishi Lancer Evo VI     | A8                | 4                 | Ongeluk           | Ongeluk           |
| DNF               | 34                | Raymond Bennett     | Todd Bawden                  | A8                | 4                 | Ongeluk           | Ongeluk           |
| DNF               | 39                | Chris West          | Subaru Impreza WRX STi       | N4                | 22                | Transmissie       | Transmissie       |
| DNF               | 39                | Chris Cobham        | Rose City Cars               | N4                | 22                | Transmissie       | Transmissie       |
| DNF               | 47                | Brett Middleton     | Subaru Impreza WRX           | A8                | 24                | Versnellingsbak   | Versnellingsbak   |
| DNF               | 47                | Andrew Benefield    | Brett Middleton              | A8                | 24                | Versnellingsbak   | Versnellingsbak   |
| DNF               | 52                | Ian Easton          | Mitsubishi Lancer Evo V      | A8                | 14                | Mechanisch        | Mechanisch        |
| DNF               | 52                | Cheryl Easton       | Ian Easton                   | A8                | 14                | Mechanisch        | Mechanisch        |
| DNF               | 54                | Mark Hiestand       | Nissan Pulsar GTI-R          | A8                | 22                | Mechanisch        | Mechanisch        |
| DNF               | 54                | Danielle Bates      | Mark Hiestand                | A8                | 22                | Mechanisch        | Mechanisch        |

| PWRC top drie | PWRC top drie  | PWRC top drie |
| Pos.          | Rijder         | Pnt.          |
| ------------- | -------------- | ------------- |
| 1             | Manfred Stohl  | 10            |
| 2             | Gabriel Pozzo  | 6             |
| 3             | Fumio Nutahara | 4             |

## Statistieken

#### Klassementsproeven
| Etappe | Datum        | KP | Starttijd | Naam            | Lengte   | Snelste rijder                 | Tijd    | Gem. snelheid | Rallyleider      |
| ------ | ------------ | -- | --------- | --------------- | -------- | ------------------------------ | ------- | ------------- | ---------------- |
| 1      | 21 september | 1  | 8:33      | Te Akau North   | 32,37 km | Marcus Grönholm                | 18:04,6 | 107,44 km/u   | Marcus Grönholm  |
| 1      | 21 september | 2  | 10:41     | Maungatawhiri   | 6,52 km  | Petter Solberg                 | 3:39,8  | 106,79 km/u   | Marcus Grönholm  |
| 1      | 21 september | 3  | 11:04     | Te Papatapu 1   | 16,62 km | Petter Solberg                 | 11:00,2 | 90,63 km/u    | Marcus Grönholm  |
| 1      | 21 september | 4  | 11:37     | Te Hutewai      | 11,32 km | Marcus Grönholm                | 8:03,7  | 84,25 km/u    | Marcus Grönholm  |
| 1      | 21 september | 5  | 13:08     | Whaanga Coast   | 29,52 km | Didier Auriol Kenneth Eriksson | 21:28,2 | 82,50 km/u    | Marcus Grönholm  |
| 1      | 21 september | 6  | 13:51     | Te Papatapu 2   | 16,62 km | Colin McRae                    | 10:49,1 | 92,18 km/u    | Kenneth Eriksson |
| 1      | 21 september | 7  | 18:30     | Manukau Super 1 | 2,10 km  | Carlos Sainz                   | 1:21,6  | 92,65 km/u    | Kenneth Eriksson |
| 1      | 21 september | 8  | 19:00     | Manukau Super 2 | 2,10 km  | Carlos Sainz                   | 1:20,1  | 94,38 km/u    | Kenneth Eriksson |
|        |              |    |           |                 |          |                                |         |               | Kenneth Eriksson |
| 2      | 22 september | 9  | 9:53      | Parahi - Ararua | 59,00 km | Harri Rovanperä                | 33:59,9 | 104,12 km/u   | Richard Burns    |
| 2      | 22 september | 10 | 12:51     | Batley          | 19,82 km | Richard Burns                  | 10:55,9 | 108,78 km/u   | Richard Burns    |
| 2      | 22 september | 11 | 12:24     | Waipu Gorge     | 11,24 km | Richard Burns                  | 6:31,2  | 103,44 km/u   | Richard Burns    |
| 2      | 22 september | 12 | 13:42     | Brooks          | 16,03 km | Richard Burns                  | 9:44,6  | 98,71 km/u    | Richard Burns    |
| 2      | 22 september | 13 | 14:10     | Paparoa Station | 11,64 km | Richard Burns                  | 6:17,9  | 110,89 km/u   | Richard Burns    |
| 2      | 22 september | 14 | 15:50     | Cassidy         | 21,64 km | Didier Auriol                  | 12:23,9 | 104,72 km/u   | Richard Burns    |
| 2      | 22 september | 15 | 16:33     | Mititai         | 26,77 km | Richard Burns                  | 13:42,3 | 117,20 km/u   | Richard Burns    |
| 2      | 22 september | 16 | 17:16     | Tokatoka        | 10,15 km | Richard Burns                  | 5:19,3  | 114,44 km/u   | Richard Burns    |
|        |              |    |           |                 |          |                                |         |               | Richard Burns    |
| 3      | 23 september | 17 | 8:38      | Otorohea Trig   | 4,62 km  | Marcus Grönholm                | 3:06,0  | 89,42 km/u    | Richard Burns    |
| 3      | 23 september | 18 | 9:06      | Te Akau South   | 31,24 km | Carlos Sainz                   | 18:45,0 | 99,97 km/u    | Richard Burns    |
| 3      | 23 september | 19 | 11:14     | Ridge 1         | 8,53 km  | Marcus Grönholm                | 4:47,1  | 106,96 km/u   | Richard Burns    |
| 3      | 23 september | 20 | 11:27     | Campbell 1      | 7,44 km  | Petter Solberg                 | 3:55,7  | 113,64 km/u   | Richard Burns    |
| 3      | 23 september | 21 | 11:45     | Ridge 2         | 8,53 km  | Marcus Grönholm                | 4:41,4  | 109,13 km/u   | Richard Burns    |
| 3      | 23 september | 22 | 11:58     | Campbell 2      | 7,44 km  | Petter Solberg                 | 3:50,9  | 116,00 km/u   | Richard Burns    |
| 3      | 23 september | 23 | 12:41     | Fyfe 1          | 10,60 km | Petter Solberg                 | 5:42,6  | 111,38 km/u   | Richard Burns    |
| 3      | 23 september | 24 | 13:04     | Fyfe 2          | 10,60 km | Petter Solberg                 | 5:32,6  | 114,73 km/u   | Richard Burns    |

| KP overwinningen | KP overwinningen |
| Rijder           | Aantal           |
| ---------------- | ---------------- |
| Richard Burns    | 6                |
| Petter Solberg   | 6                |
| Marcus Grönholm  | 5                |
| Carlos Sainz     | 3                |
| Didier Auriol    | 2                |
| Kenneth Eriksson | 1                |
| Colin McRae      | 1                |
| Harri Rovanperä  | 1                |

## Kampioenschap standen

#### Rijders
|   | Pos. | Rijder          | Pnt. |
| - | ---- | --------------- | ---- |
| 1 | 1    | Colin McRae     | 40   |
| 1 | 2    | Tommi Mäkinen   | 40   |
| 1 | 3    | Richard Burns   | 31   |
| 1 | 4    | Carlos Sainz    | 30   |
| 1 | 5    | Harri Rovanperä | 27   |

#### Constructeurs
|   | Pos. | Constructeur                 | Pnt. |
| - | ---- | ---------------------------- | ---- |
| = | 1    | Ford Motor Co Ltd.           | 76   |
| = | 2    | Marlboro Mitsubishi Ralliart | 66   |
| 1 | 3    | Subaru World Rally Team      | 46   |
| 1 | 4    | Peugeot Total                | 44   |
| = | 5    | Škoda Motorsport             | 15   |

- Noot: Enkel de top 5-posities worden in beide standen weergegeven.